# Muzealnictwo (rocznik)
Muzealnictwo – rocznik ukazujący się od 1952 roku, założony i przez długi czas redagowany przez prof. Kazimierza Malinowskiego. 
Pismo publikuje artykuły, eseje i recenzje polskich muzeologów i przedstawicieli innych dyscyplin naukowych. W zakres poruszanej problematyki wchodzi m.in.: teoria i praktyka muzeologii i muzealnictwa w Polsce i na świecie, zagadnienia teoretyczne i praktyczne dotyczące wystawiennictwa, zagadnienia architektury budowli muzealnych, problemy konserwatorskie i techniczne, jakim muzea stawiają czoła, akty prawne dotyczące muzeów i ich interpretacja, recenzje wystaw i publikacji, a także wspomnienia pośmiertne poświęcone polskim muzealnikom. 
„Muzealnictwo” było redagowane w Dziale Zabytków Ruchomych KOBiDZ (Krajowego Ośrodka Badań i Dokumentacji Zabytków). Od 1 marca 2011 roku redagowanie zostało przejęte przez Narodowy Instytut Muzealnictwa i Ochrony Zbiorów (NIMOZ).